# ComputerCity
ComputerCity var en butikskedja som grundades 1991 och var en svenskägd specialistkedja för IT-produkter med varuhus i Danmark, Norge och Sverige. Kedjan ingick i Siba-koncernen.

## Historia
ComputerCity grundades 1991 i Dallas, Texas av det amerikanska företaget Tandy Corporation. I maj 1992 öppnades ComputerCity i Danmark, då var kedjan redan etablerad i USA. Kort därefter slogs dörrarna upp i Stockholm.[källa behövs] År 1997 förvärvades ComputerCity av Siba-koncernen. Då fanns butiker i Danmark och Sverige. Under 2000-talet expanderade företaget både i de länder som kedjan redan fanns i likväl som i Norge. År 2009 fanns 15 butiker varav sex i Sverige, sju i Danmark och två i Norge. År 2014 fanns det tio ComputerCity-butiker i Danmark.[källa behövs]